# Europäisches Olympisches Winter-Jugendfestival 2025/Eishockey
Beim Europäischen Olympischen Winter-Jugendfestival 2025 wurden zwei Turniere im Eishockey in der Tbilisi Ice Arena in Tiflis ausgetragen.

## Bilanz

### Medaillenspiegel
| Platz  | Land       | Gold | Silber | Bronze | Gesamt |
| ------ | ---------- | ---- | ------ | ------ | ------ |
| 1      | Tschechien | 1    | –      | 1      | 2      |
| 1      | Schweiz    | 1    | –      | –      | 1      |
| 3      | Slowakei   | –    | 1      | 1      | 2      |
| 4      | Finnland   | –    | 1      | –      | 1      |
| Gesamt | Gesamt     | 2    | 2      | 2      | 6      |

### Medaillengewinner
| Disziplin | Gold | Silber | Bronze |
| --------- | --- | --- | --- |
| Jungen    | SchweizRaphaël Achermann Ryan Bizzozero Niccolò Castiglioni Jan Daron Liam Dubé Sol Liam Flia Fueter Nico Keller Sven Kriesi Elia Liniger Loïc Mukuna Tim Münger Roméo Pralong Tadeo Prosser Moritz Rüegsegger Maxime Sauthier Pascal Schürmann Wsewolod Schwanemann Vito Thoma Dennis van Gessel Yannis Zambelli                                      | SlowakeiMatej Bereš Oliver Botka Denis Čelko Roderik Černák Ján Čurlej Juraj Jonas Ďurčo Jakub Husár Samuel Hybský Filip Kovalčík Kristián Macák Ivan Matta Adam Obušek Marko Požgay Kristián Rezničák Matej Stankoven Jakub Syrný Maxim Šimko Tomáš Šromovský Denis Tóth Matúš Válek                 | TschechienTadeáš Chalupa Dominik Drábek Daniel Filip Michal Hartl Daniel Helis Adam Hynek Robin Kavan Denis Korhoň Matěj Kučera Adam Němec Dominik Novák Václav Osvald Simon Pešout Antonín Riedl Štěpán Stejskal Jaroslav Šedivý Šimon Šejc Denis Viedemann Kryštof Vrbata Tomáš Zikmund                                                  |
| Mädchen   | TschechienKarolína Bojdová Lili Chmelařová Dana Březinová Anna Dvořáková Veronika Filipi Stella Gabrielová Amálie Hlávková Ellen Jarabková Amálie Karásková Alena Luxemburková Klára Martinková Dominika Mertlová Adéla Mynaříková Natálie Pitelová Ester Rosenbaumová Rozálie Šalé Kristýna Šimčíková Lucie Šindelářová Natálie Veselá Natálie Vlková | FinnlandKiia Arvola Iida Elomaa Katri Huotari Minea Huovinen Katariina Junnila Yenna Kolmonen Fanny Kyrkkö Viola Kärkkäinen Emmi Loponen Mette Miettinen Daria Molchun Aino Määttänen Marta Niemi Jatta Ojala Aada Pohjola Emma Rissanen Viivi Ruonakoski Annika Salminen Netta Siitonen Tinja Tapani | SlowakeiNina Čellárová Natália Gerő Sofia Hajnalová Alexandra Hirjaková Karin Hrušková Gréta Konrádová Michaela Letaši Laura Lilly Lipnická Lucia Luptáková Dominika Miškovičová Emma Plvanová Aurélia Račák Nina Roštecká Nina Rybovičová Sofia Sklenková Sofia Stráňovská Nina Ševčíková Nina Šimová Daniela Šufliarská Nela Tischlerová |